# Le Test (film, 2021)
Pour les articles homonymes, voir Test.
Pour plus de détails, voir Fiche technique et Distribution.
Le Test est une comédie française réalisée par Emmanuel Poulain-Arnaud et sortie en 2021.

## Synopsis
Annie (Alexandra Lamy) vit en harmonie avec son mari Laurent (Philippe Katerine) et ses enfants : les aînés sensibles Maximilien et César ; le benjamin Antoine, élevé avec l'aide de son ado Poupi, jamais râleuse. Un test de grossesse positif vient troubler cette harmonie.

## Fiche technique
- Titre original : Le Test
- Réalisation : Emmanuel Poulain-Arnaud
- Scénario : Emmanuel Poulain-Arnaud et Noé Debré
- Musique : Julien Glabs
- Décors : Jérémie Duchier
- Costumes : Alexia Crisp-Jones
- Photographie : Thomas Rames
- Montage : Grégoire Sivan
- Production déléguée : Thibault Gast et Matthias Weber
- Production exécutive : David Giordano
- Sociétés de production : 24 25 Films, France 3 Cinéma et Apollo Films
- Société de distribution : Apollo Films
- Pays de production :  France
- Langue originale : français
- Format : couleur — 2,35:1
- Genre : comédie
- Durée : 79 minutes
- Dates de sortie :
  - France : 26 août 2021 (Festival du film francophone d'Angoulême)[1] ; 29 décembre 2021 (en salles)[2]
  - Suisse romande : 29 décembre 2021

## Distribution
- Alexandra Lamy : Annie Castillon
- Philippe Katerine : Laurent Castillon, mari d'Annie, gérontologue
- Matteo Perez : César Castillon, fils cadet d'Annie et Laurent
- Joaquim Fossi : Max Castillon, fils ainé d'Annie et Laurent
- Chloé Barkoff-Gaillard : Poupi Castillon, fille d'Annie et Laurent
- Pablo Cobo : Jérémie, voisin d'Annie et Laurent, puis amant  d'Annie
- Lucile Jaillant : Hélène
- Stéphan Wojtowicz : le directeur de l'école

## Accueil

### Box office
Le film sort en France le 29 décembre 2021, dans 434 salles. 
Il réalise 36 779 entrées pour sa première journée.
Pour sa première semaine, il cumule 150 143 entrées. Après trois semaines en salle, il totalise 265 238 entrées pour 540 salles.